# Guy-Pierre Cabanel
Ne pas confondre avec Guy Cabanel, poète français.
Guy-Pierre Cabanel, né le 7 avril 1927 à Alger et mort le 15 mars 2016 à Cannes, est un homme politique français, membre du Parti radical et président du groupe du Rassemblement démocratique et social européen de 1995 à 2001.

## Biographie

### Activités professionnelles
Docteur en médecine en 1953 et agrégé en 1961, il devient professeur d'université en 1963, puis doyen de la faculté de médecine de Grenoble de 1969 à 1974. Il est crédité de deux cents publications scientifiques et de soixante-dix directions de thèses de doctorat.

### Activités politiques
Il est élu député de l'Isère de 1973 à 1981, puis sénateur de 1983 à 2001. Il est conseiller général du canton de Meylan de 1982 à 2008, conseiller régional de Rhône-Alpes de 1974 à 1981 et de 1983 à 1986, et maire de Meylan de 1983 à 1995.

### Loi sur le placement sous surveillance électronique
Ce dispositif de surveillance pénale des personnes fait quelques années après les États-Unis son apparition en France, en plusieurs étapes et notamment grâce à une mission parlementaire confiée à Guy-Pierre Cabanel en 1995 « pour une meilleure prévention de la récidive ». Cette mission débouche sur un texte dont le sénateur de l'Isère est le rapporteur pour finalement autoriser l'usage du bracelet électronique dans le droit positif français avec la loi du 19 décembre 1997

## Distinctions
- Commandeur de la Légion d'honneur (2011)[5]
  -  Officier de la Légion d'honneur (2002)[6]
  -  Chevalier de la Légion d'honneur (1972)[6]